# The Sound Pool
The Sound Pool è il secondo album dei Musica Elettronica Viva, prodotto dalla BYG Records nel 1969.

## Tracce
Lato A
1. 1ere Partie
2. Untitled

Lato B
1. 2eme Partie
2. Untitled